# Кронерова, Зузана
Зузана Кронерова (словацк. Zuzana Kronerová, 17 апреля 1952 года, Мартин, Чехословакия) — словацкая актриса, дочь знаменитого словацкого актёра Йозефа Кронера (1924—1998) и актрисы Терезы Гурбановой-Кронеровой (1924—1999).
Изначально хотела учиться на филолога, но в итоге пошла учиться в Братиславскую высшую школу исполнительского искусства по специальности «актёрское мастерство». В 1974 году поступила работать в Театр для детей и молодёжи в западнословацком городе Трнава. В 1979 году перешла в братиславский театр Новая сцена. С 1991 года по настоящее время работает в театре «Асторка Корзо ’90».
Принимала участие в телевизионных постановках и сериалах, в радиопостановках и дублировании. Не раз номинировалась на кинопремии и становилась их обладательницей.
Замужем — супруг Милан Гладкий, двое детей: дочь Тереза Гладка (род. в 1986) и сын Адам Гладкий (род. в 1988). Дядя Ян Кронер (1927—1986) и двоюродный брат Янко Кронер (род. в 1956) — также актёры.

## Избранная фильмография
- 1980: Демократы (Милка)
- 1980: Измена по-словацки (Златка)
- 1981: Феникс (Хельга)
- 1982: Каракули (учительница)
- 1982: Смерть пана Голужи (посетительница)
- 1990: Когда звёзды были красными (Бета Брезикова)
- 1996: Леа (Беата Палтиова)
- 2001: Дикие пчёлы (Лишаёва,  Чешский лев лучшей актрисе второго плана)
- 2003: Пупендо (Габалова)
- 2005: Счастье (тётя)
- 2007 – 2010: Приёмная в розовом саду (Эдита Грегорова)
- 2010: Мельница Габерманна
- 2014: Ангелы будней
- 2015: Домашний уход (Мириам)
- 2016: Красный капитан
- 2016 — Масарик —  Алиция, жена Яна Масарика
- 2017: Женщина со льдом.

## Дискография, компиляции (выборочно)
- 2007 Великие актёры поют для детей — книга и CD – "Энигма", ISBN 978-80-969830-0-1 (на компакт-диске поют: Милан Ласица, Марош Крамар, Мариана Лабуда мл., Борис Фаркаш, Зузана Кронерова, Ондрей Коваль, Зузана Тлучкова, Соня Норисова, Франтишек Ковар, Гелена Крайчиова).

## Награды
2011 — лауреат Хрустального крыла в области театрального и аудиовизуального искусства.

## Внешние ссылки
- Zuzana Kronerová v Internet Movie Database (po anglicky)
- Zuzana Kronerová (недоступная ссылка) v Česko-Slovenskej filmovej databáze
- Zuzana Kronerová na ČFN
- Zuzana Kronerová na FDb.cz
- Zuzana Kronerová na Osobnosti.sk